# 黄致甲
黄致甲（1920年12月—2020年11月2日），男，上海人，中国电力机械专家，高级工程师，杭州市政协原副主席。

## 生平
1920年12月生于上海浦东黄氏家族。高中就读于国立同济大学附属中学。1937年七七事变后随学校内迁至四川省。1944年毕业于国立同济大学工学院机电工程系。1947年，赴英国利物浦大学读汽轮机制造专业研究生，获工程硕士学位。1949年毕业后，在英国三大汽轮机制造厂之一的BTH实习。
1951年1月末，他决定返程回国，参加新中国建设。历任华东工业部、华东机械局、第一机械工业部四局工程师。1955年积极响应号召，主动要求携家人去哈尔滨参加苏联援助中国的大型重点项目建设，参与哈尔滨汽轮机厂筹建工作，任该厂副总工程师、总设计师。1976年至1987年，历任杭州汽轮机厂副厂长兼总工程师、总设计师、顾问。1977年，作为实习组副组长到西德西门子公司工业汽轮机厂实习。1982年12月当选杭州市科学技术协会主席。1985年5月至1992年5月，担任杭州市政协副主席。兼任机械工业部电工技术委员会执委，国家科委发明奖评审委员会特约评审员等职。
在参政议政方面，1957年5月在哈尔滨加入九三学社。曾任九三学社杭州市第一届委员会副主任委员，第二、第三届委员会主任委员（1982年11月－1992年3月）。九三学社浙江省第一、第二届委员会常务委员，第三、第四届委员会顾问。九三学社第七届、第八届中央委员会委员（1983年12月－1992年12月）。
2020年11月2日在杭州逝世。